# 平山ゆかり
平山 ゆかり（ひらやま ゆかり、6月16日 - ）は、日本の女性声優。

## 経歴
2016年末まではイエローテイルに所属しており、そのときの芸名は平山 縁（読み同じ）。クロコデイル（のちにフォレストリンク事業部）業務提携を経て、現在は所属。

## 出演
太字はメインキャラクター。

### テレビアニメ
- アガサ・クリスティーの名探偵ポワロとマープル（2005年、エドナ[2]）
- グリザイアの楽園（2015年、ミリエラ・スタンフィールド[2]）

### ゲーム
2008年
- お掃除戦隊くりーんきーぱー（2008年 - 2009年、きゃん） - 2作品

2009年
- 戦極姫〜戦乱に舞う乙女達〜（島津歳久、細川幽斎、細川藤孝）

2011年
- 乙女はお姉さまに恋してるPortable 2人のエルダー（立花耶也子）
- 三極姫〜三国乱世・覇天の采配〜（孫権仲謀、郭嘉奉孝）
- 出撃!! 乙女たちの戦場2〜天翔ける衝撃の絆〜（武藤ツカサ）

2012年
- 戦極姫3〜天下を切り裂く光と影〜（長野業正、正木時茂、島津歳久）※PSP版
- 萌え萌え大戦争☆げんだいばーん++（アメリア、オリガ）

2015年
- 恋愛リベンジ（楠ノ木たつき、小清水百合）
- KLAP!! 〜Kind Love And Punish〜
- 限界凸起 モエロクリスタル（セイレーン、グリフォン）

2016年
- 萌え萌え2次大戦（略）3（フィア、ベル、ムサシ）

### ドラマCD
- くりきん☆劇場（きゃん[2]）

### オーディオブック
- 誰も教えてくれないお金の話[2]
- 神さまとのおしゃべり -あなたの常識は、誰かの非常識-[7]

### ラジオ
- くりきんRadio -くりーんきーぱーのラヂオはじめました-（2008年）